# Église rouge (Turquie)
L’Église rouge, (en turc : kızıl kilise) est une église du VIe siècle située dans le district de Güzelyurt dans la province d'Aksaray en Turquie. Elle figure dans la liste de l'observatoire mondial des monuments de 2008.
C’est la seule église construite au VIe siècle en Cappadoce encore debout, bien qu’aujourd’hui très endommagée. C’était une destination de pèlerinage pour les chrétiens orthodoxes, ou une étape pour les pèlerins se rendant à Jérusalem. Elle est appelée l’Église Rouge en raison de la couleur de ses pierres,.
La salle centrale est surmontée d’un dôme posé sur un tambour reposant sur quatre colonnes, et qui risque de s’effondrer en cas de séisme. L’association « Les amis de la Cappadoce » finance son sauvetage,.
Gertrude Bell, qui visita le site en 1907, écrivit qu’elle y « découvrit la plus belle église qu’elle ait jamais vue ». […] « Une telle construction vaut bien sept jours de voyage ».